# Bad Radkersburg
Bad Radkersburg je město v rakouské spolkové zemi Štýrsko v okrese Jihovýchodní Štýrsko, při hranicích se Slovinskem. Žije zde přibližně 3 200 obyvatel.

## K historii založení města

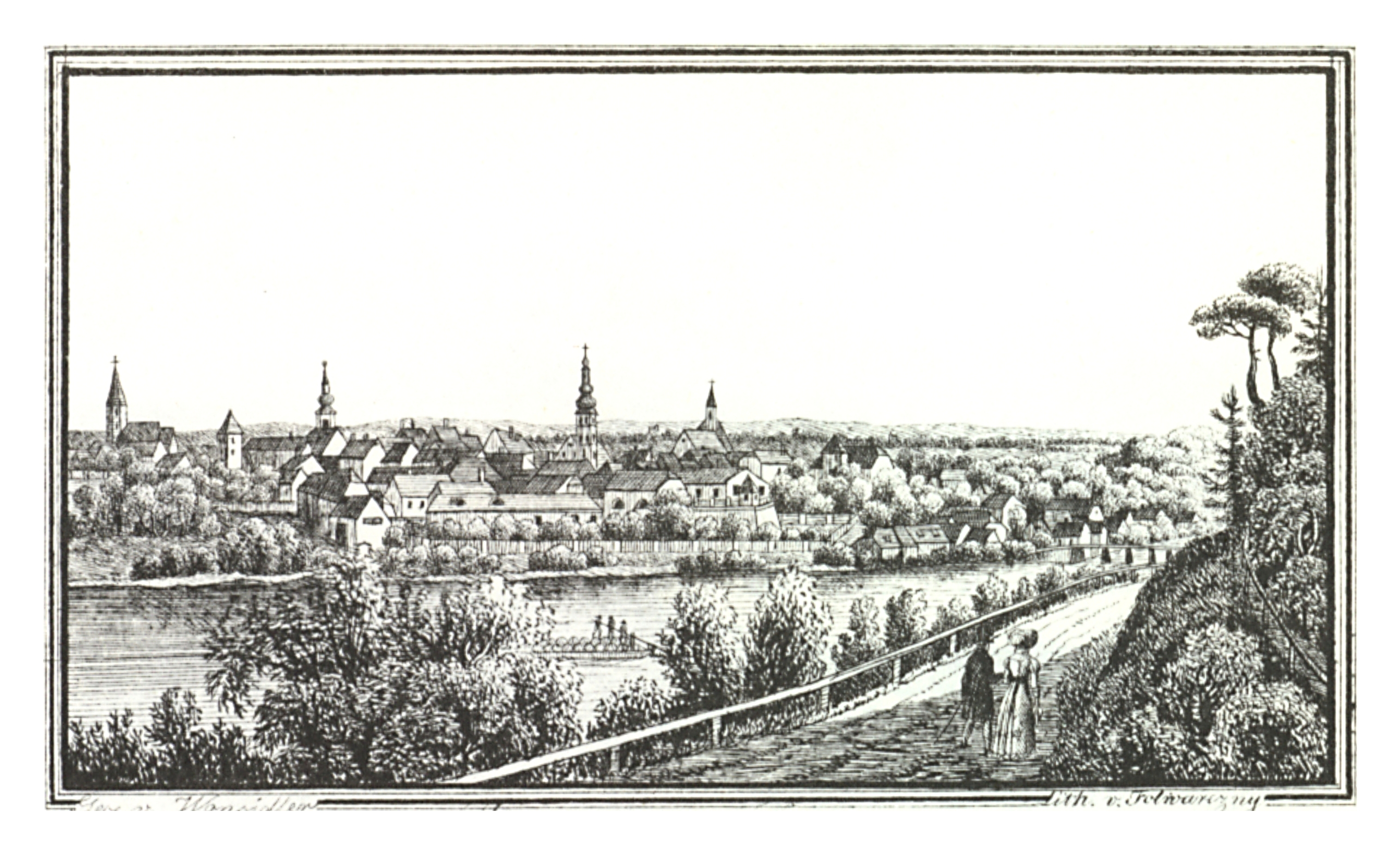
Radkersburg, 1830, Wonsiedler

Přední historik Přemyslovské doby prof. Josef Žemlička spojuje ve své práci Přemysl Otakar II. král na rozhraní věků (str. 170) založení města s tímto velkým českým králem i když s otazníkem:  "Ryzích Otakarových fundací třetí čtvrtiny 13. století není mnoho (myšleno v Rakousku). Mezi nimi Bruck an der Mur... K dalším Otakarovým městům patří Leoben, Marchegg a s otazníkem Radkersburg."

## Osobnosti města
- Leopold Vietoris (1891 – 2002), matematik
- Paul Anton Keller (1907 – 1976), spisovatel
- Aribert Heim (1914 – 1992?), nacistický lékař přezdívaný Doktor Smrt.
- Wolfgang Fasching (* 1967), sportovec

## Partnerská města
- Lenti, Maďarsko
- Varaždin, Chorvatsko